# Iekaterinburg
Iekaterinburg (rus: Екатеринбу́рг), anomenada entre el 1924 i el 1991 Sverdlovsk (rus: Свердло́вск), és una ciutat important de la part central de la Federació Russa, i capital de l'óblast de Sverdlovsk. Situada al vessant oriental dels Urals, és el principal centre industrial i cultural del Districte Federal dels Urals. És la cinquena ciutat més gran de Rússia.
Iekaterinburg és famosa per la seva arquitectura constructivista i també es considera la «capital russa de l'art de carrer».

## Geografia i clima

### Ubicació

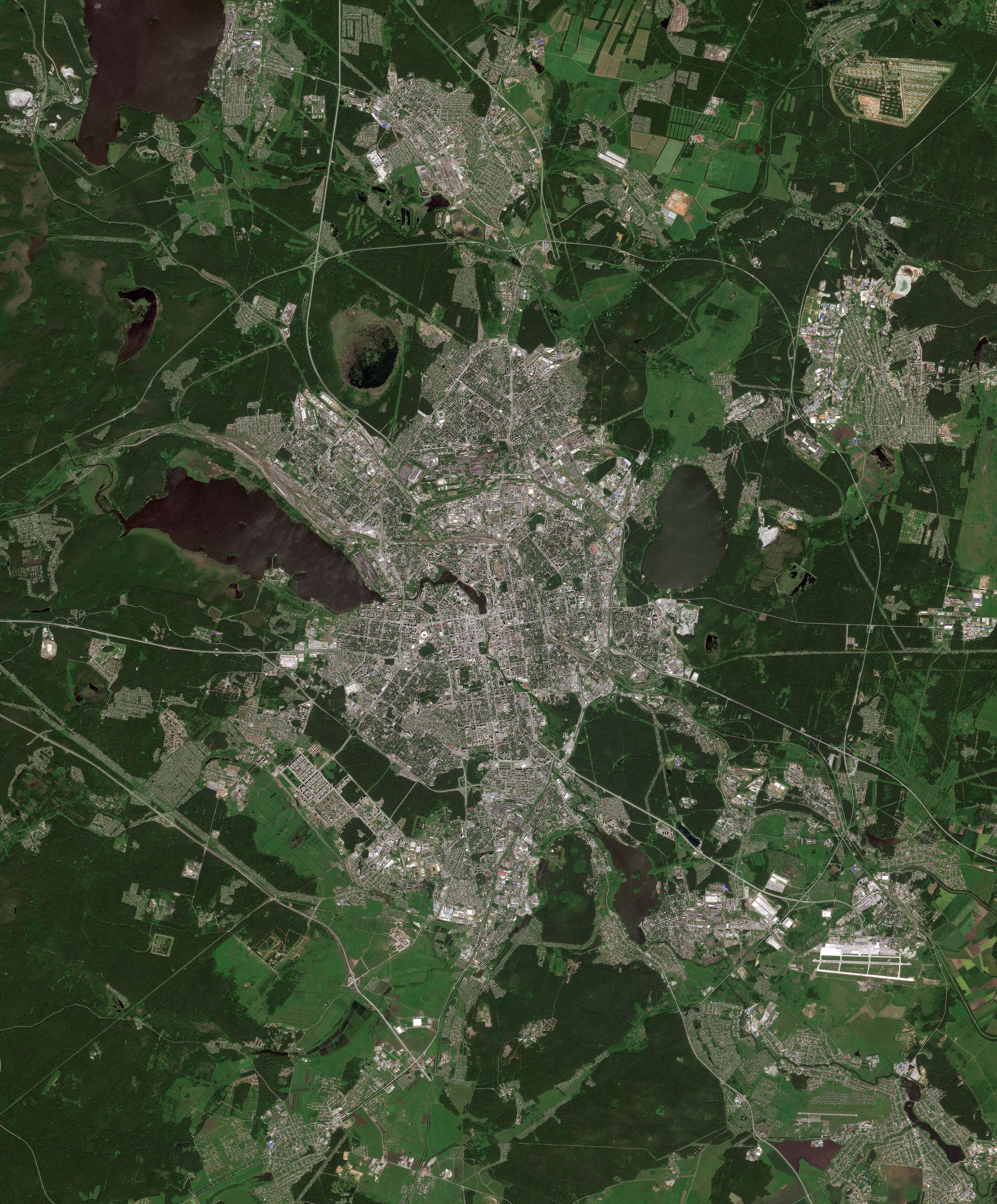
Ciutat de Ekaterinburg i rodalia, imatge de satèl·lit de l'ESA Sentinel-2

Iekaterinburg es troba al nord d'Àsia i a l'est d'Europa, al costat oriental de les muntanyes Urals, 1,667 km (1.036 mi) a l'est de la capital del país, Moscou.
La ciutat té una superfície total de 1,111 km. La ciutat està envoltada de turons boscosos, parcialment conreats amb finalitats agrícoles. Ekaterinburg es troba en una conca hidrogràfica natural, de manera que hi hauria moltes masses d'aigua a prop i a la ciutat. La ciutat està dividida en dos pel riu Iset, que desemboca des dels Urals al riu Tobol. Hi ha dos llacs a la ciutat, el llac Shuvakish i el llac Shartash. La ciutat limita amb l'estany Verkh-Isetskiy, per on passa el riu Iset. El llac Isetskoie i el llac Baltim es troben a prop de la ciutat, amb el llac Isetskoie a prop de Sredneuralsk i el llac Baltim a prop de les ciutats de Sanatornii i Baltim.

### Hora
Iekaterinburg utilitza l'hora d'Ekaterinburg, que és cinc hores per davant de l'UTC (UTC+5) i dues hores per davant de l'hora de Moscou.

### Clima
Iekaterinburg està situat a la zona temperada del clima continental. Es caracteritza per una forta variabilitat de les condicions meteorològiques amb temporades ben marcades de l'any. Les muntanyes Urals, tot i la seva alçada insignificant, bloquegen el pas per les masses d'aire procedents de l'oest, de la part europea de Rússia. Com a resultat, els Urals Mitjans estan oberts a la invasió de l'aire àrtic fred i l'aire continental evacuat de la plana Siberiana Occidental; Al mateix temps, les masses d'aire calent del Caspi i els deserts de l'Àsia central poden penetrar lliurement des del sud. Per tant, Iekaterinburg es caracteritza per fluctuacions de temperatura brusques i la formació d'anomalies climàtiques a l'hivern, la calor per sobre de 35 °C fins a les gelades fortes.
La ciutat es troba en una zona de suficient humitat. La pluviometria oscil·la entre 550-650 mm. El màxim en la temporada d'estiu, durant la qual cau al voltant del 60-70% de la quantitat anual. Per al període hivernal, es caracteritza una coberta de neu amb un gruix de fins a 70 cm. El coeficient d'humitat varia entre 1,2 i 1,6. La temperatura mínima absoluta és de −46.7 °C (31 de desembre de 1978);
La temperatura mitjana de juliol és de +19 °C. La temperatura màxima absoluta és de +38.8 °C (1 de juliol de 1911);
La temperatura mitjana anual és de +3 °C;
La temperatura mitjana al gener és de −12.6 °C.

## Història
La ciutat va ser fundada el 7 de novembre de 1723 per Vassili Tatísxev i anomenada en honor de Caterina, la muller del tsar Pere el Gran.
Després de la Revolució Russa, entre el 17 i el 18 de juliol de 1918, el tsar Nicolau II de Rússia, la seva esposa Alexandra i els seus fills, les duquesses Olga, Tatiana, Maria i Anastàsia i el tsarevitx Alexei, van ser executats per ordre dels bolxevics a la casa Ipàtiev, als afores de la ciutat.
A la dècada del 1920, Iekaterinburg es va transformar en un important centre industrial de Rússia. La fàbrica de maquinària pesant Uralmaix, la més gran d'Europa, va ser construïda en aquesta ciutat.
A partir del 1924 i fins al 1991, la ciutat va rebre el nom de Sverdlovsk, en honor del dirigent bolxevic Iàkov Sverdlov.
Durant la Segona Guerra Mundial, a Iekaterinburg hi foren evacuades moltes institucions tècniques del govern i fàbriques de les àrees afectades per la guerra (sobretot de Moscou) i moltes van romandre a la ciutat després de finalitzar el conflicte.
A la dècada del 1960, durant el govern de Nikita Khrusxov, al voltant de Iekaterinburg es van construir molts edificis d'apartaments de cinc pisos i de disseny homogeni. La major part encara es conserven avui dia a Kirovski, Txkalovski i altres àrees residencials de la ciutat.
El primer de maig de 1960, un avió espia U-2 nord-americà, pilotat per Francis Gary Powers (empleat de la CIA), fou abatut damunt l'óblast de Sverdlovsk. El pilot fou capturat, jutjat i declarat culpable d'espionatge. Va ser condemnat a set anys de treballs forçats, però tan sols en va complir un, ja que va ser intercanviat per Rudolf Abel, un espia del KGB d'alt rang, que havien detingut als Estats Units el 1957. Els dos espies van ser canviats al pont de Glienicke a Potsdam (Alemanya), el 10 de febrer de 1962.
El 1991, la ciutat va recuperar el seu nom tradicional, mentre que l'óblast ha conservat el nom de Sverdlovsk.
L'antic president de Rússia Borís Ieltsin era natural de Iekaterinburg i va ordenar la demolició de la casa Ipàtiev, on havia estat assassinada la família imperial, el 1977.

## Demografia

### Població
| 1724  | 1781  | 1786  | 1807   | 1820   | 1836   | 1851   | 1856   | 1861   | 1877   | 1887   | 1897   | 1913   | 1917   | 1920   | 1923   | 1926    | 2009      | 2017      | 2018      |
| 4.000 | 7.969 | 9.276 | 10.023 | 13.026 | 14.973 | 15.471 | 16.900 | 19.832 | 30.274 | 37.399 | 43.239 | 69.210 | 71.590 | 91.400 | 97.400 | 140.000 | 1.401.729 | 1.455.904 | 1.468.833 |

Segons els resultats del cens de 2021, la població de Iekaterinburg era d'1.544.376 habitants; més que els 1.349.772 registrats al cens de 2010.

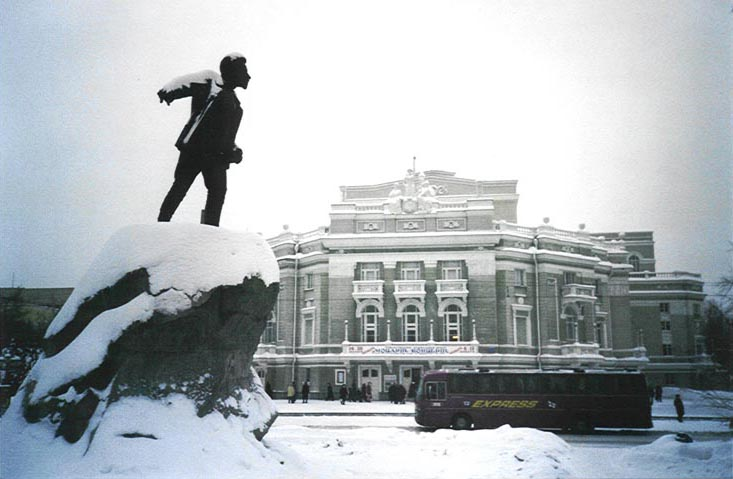
Iekaterinburg sota la neu, amb l'estàtua de Iàkov Sverdlov en primer pla

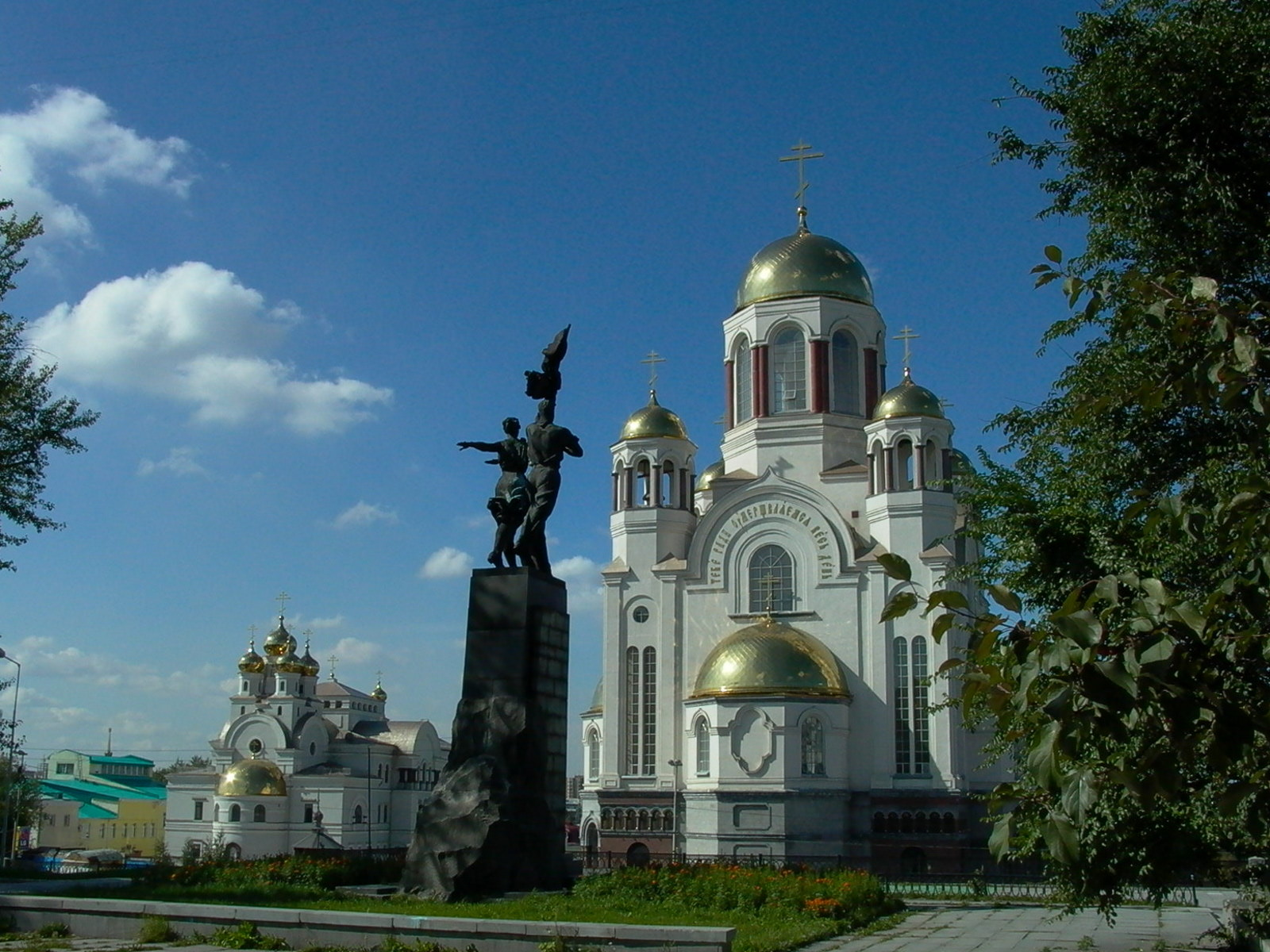
L'església de la Sang, construïda a l'indret on s'aixecava la casa Ipàtiev

A partir de 2021, la composició ètnica de Ekaterinburg era:
| Ètnia      | Població  | Percentatge |
| ---------- | --------- | ----------- |
| russos     | 1.172.704 | 91,0%       |
| tàtars     | 27.431    | 2,1%        |
| tadjiks    | 13.102    | 1,0%        |
| kirguisos  | 8.769     | 0,7%        |
| baixkirs   | 6.121     | 0,5%        |
| ucraïnesos | 4.987     | 0,4%        |
| uzbeks     | 4.755     | 0,4%        |
| armenis    | 4.307     | 0,3%        |
| àzeris     | 4.014     | 0,3%        |
| Altres     | 42.033    | 3,3%        |

### Religió

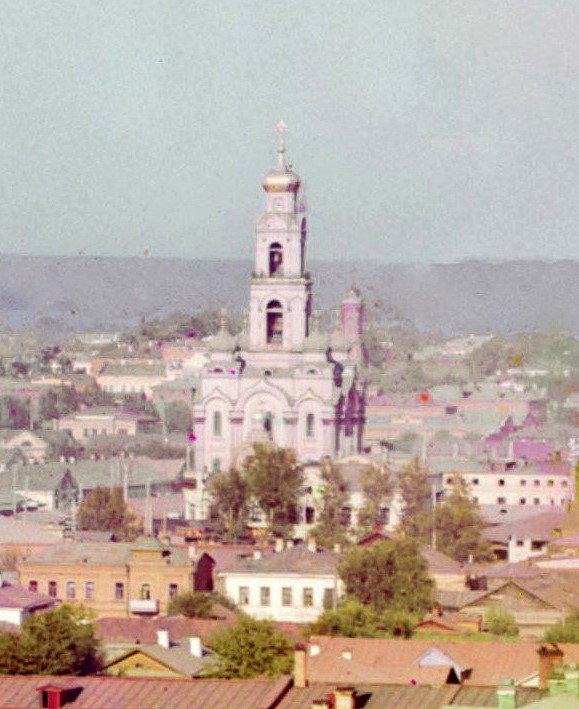
Aquesta foto de Serguei Prokudin-Gorski de 1910 mostra l'edifici més alt dels Urals de l'època, el gran campanar de Zlatoust.

El cristianisme és la religió predominant a la ciutat, de la qual la majoria són adherents a l'Església Ortodoxa Russa. La diòcesi d'Ekaterinburg i Verkhotursky es troba a la catedral de la Santíssima Trinitat de la ciutat. Altres religions practicades a Iekaterinburg inclouen l'islam, els antics creients, el catolicisme, el protestantisme i el judaisme.
Iekaterinburg té una important comunitat musulmana, però pateix una manca d'espai de culte: només hi ha dues petites mesquites. Una altra mesquita es va construir a la propera ciutat de Vérkhniaia Pixmà. El 24 de novembre de 2007 es va col·locar la primera pedra en la construcció d'una gran mesquita de la catedral amb quatre minarets, i espai per a 2.500 feligresos a les proximitats immediates de la catedral i una sinagoga, formant així la «zona de les tres religions». La mesquita estava prevista per a la cimera de la SCO, però a causa de problemes de finançament, la construcció no es va moure de zero i ara està congelada.
La construcció d'una església metodista va començar l'any 1992, i amb l'ajuda de donacions nord-americanes, es va acabar l'any 2001. L'any 2005 es va obrir una sinagoga, al mateix lloc es va enderrocar una sinagoga del segle XIX l'any 1962.
La majoria dels edificis religiosos de la ciutat van ser destruïts durant l'època soviètica, a més de la sinagoga, es van enderrocar les tres esglésies ortodoxes més grans de Iekaterinburg: la catedral de l'Epifania, la catedral d'Ekaterininsky i la Gran Església de Zlatoust. També es van enderrocar altres esglésies cristianes com l'església luterana de Ekaterinburg i l'església catòlica romana de Santa Anna (una nova església catòlica de Santa Anna es va construir l'any 2000). Altres esglésies van ser utilitzades com a magatzems i llocs industrials. L'únic edifici religiós a Iekaterinburg a l'època soviètica va ser la catedral de Sant Joan Baptista. Recentment s'estan reconstruint algunes esglésies. Des del 2006, segons els dibuixos que es conserven, la Gran Església de Zlatoust va ser restaurada el 2012. El 17 d'abril de 2010, el patriarca Ciril va visitar la ciutat.

## Economia
Iekaterinburg és un dels centres econòmics més grans de Rússia. S'inclou a la llista City-600 (uneix les 600 ciutats més grans del món que produeixen el 60% del PIB mundial), elaborada pel McKinsey Global Institute, una organització de recerca. El 2010, la consultora va estimar que el producte brut de Iekaterinburg era d'uns dinou mil milions de dòlars (segons els càlculs de l'empresa, hauria de créixer fins als quaranta mil milions de dòlars l'any 2025).
Per volum de l'economia, Ekaterinburg ocupa el tercer lloc del país, després de Moscou i Sant Petersburg. Segons una investigació de l'Institut d'Economia Urbana, en el rànquing de les ciutats més grans i capitals regionals segons els estàndards econòmics per al 2015, Iekaterinburg va ocupar el tercer lloc. El producte urbà brut (PIB) de la ciutat va ser de 898 mil milions de rubles. El PIB per càpita va ser de 621,0 mil rubles (18è lloc). El 2015, el producte urbà brut de l'àrea metropolitana de Iekaterinburg va ascendir a 50,7 mil milions de dòlars internacionals (el quart lloc del país) o 25,4 mil milions de dòlars internacionals en termes de per habitant de l'àrea metropolitana.
A l'època soviètica, Ekaterinburg (com Sverdlovsk) era una ciutat purament industrial, amb una quota de la indústria en l'economia del 90% (del qual el 90% es dedicava a la producció de defensa). Amb Txeliàbinsk i Perm, les tres ciutats van formar el que seria el centre industrial dels Urals.
L'excap d'Ekaterinburg, Arkadi Txernetski, s'ha marcat l'objectiu de diversificar l'economia de la ciutat, fet que ha donat com a resultat el desenvolupament de sectors com ara l'emmagatzematge, el transport, la logística, les telecomunicacions, el sector financer, el comerç a l'engròs i al detall, etc. a Iekaterinburg. L'economista i geògrafa Natalia Zubarevich assenyala que en l'etapa actual, Ekaterinburg pràcticament ha perdut la seva especialització industrial.

## Persones de Iekaterinburg
- Irina Arkhípova, (1925-2010) mezzosoprano
- Pàvel Bazhov, (1879-1950) escriptor
- Borís Ieltsin, (1931-2007) ex President de Rússia
- Marina Klímova, (n.1966), patinadora artística
- Nikolai Ivànovitx Kuznetsov, (1911-1944) guerriller
- Aleksandr Motiliov, (n.1979), Gran Mestre d'escacs
- Aleksandr Popov, (n.1971), nedador
- Alexandra Grebennikova Vólkova (n. 1974), escriptora